# Saint-Martin-d'Ablois
Saint-Martin-d'Ablois è un comune francese di 1 519 abitanti situato nel dipartimento della Marna nella regione del Grand Est.

## Società

### Evoluzione demografica
Abitanti censiti